# 몽스의 천사
몽스의 천사(영어: Angels of Mons)는 1914년 1차 세계대전 당시 영국군과 독일군의 전투 중에 나타났던 하얀 형상을 말한다. 이 형상이 나타난 직후 독일군의 상당수는 원인을 알 수 없는 이유로 사망하여 패전이 짙어지던 영국군에게 승리를 안겨준 것으로 전해진다.

## 원인과 분석
몽스의 천사의 실체가 무엇인지 의견은 여러가지로 엇갈린다. 하늘에서 천사가 내려와 참전용사들을 승리로 이끈다는 내용인 1914년 아서 메이천의 소설 《사수들》의 허구에서 나온 이야기라는 설과, 영사기를 이용해 구름에 영상을 투영하여 전투에 영향을 미치게 하려는 독일군이 개발한 무기라는 설, 스트레스, 수면부족, 탈진 등 심신미약 상태로 인해 집단적으로 히스테릭을 나타낸 것이라는 설, 밤하늘에 밝게 빛나는 야광운이라는 설 등이 제시된다.

## 방송
- 《신비한 TV 서프라이즈》2010년 5월 30일

## 같이 보기
- 코팅리 요정
- 키이우의 유령